# Tipula (Eumicrotipula) biacerva
Tipula (Eumicrotipula) biacerva is een tweevleugelige uit de familie langpootmuggen (Tipulidae). De soort komt voor in het Neotropisch gebied.